# Rebeka (film)
Rebeka, v anglickém originále Rebecca, je britský romantický thriller režiséra Bena Wheatleyho podle scénáře Jane Goldman, Joe Shrapnela a Anny Waterhouse. Film vznikl podle knihy Mrtvá a živá od Daphne du Maurier. V hlavních rolích filmu se objevili Lily James, Armie Hammer, Kristin Scott Thomas, Sam Riley, Tom Goodman-Hill, Keeley Hawes a Ann Dowd.
Film byl zveřejněn prostřednictvím Netflixu dne 21. října 2020. Ve Spojeném království byl film rovněž uveden ve vybraných kinech, a to od 16. října 2020.

## O filmu
Čerstvě vdaná mladá žena (Lily James) se potýká s tím, že žije ve stínu první ženy svého nového manžela (Armie Hammer), Rebeky.

## Obsazení
| Lily James (dabing Anna Theimerová)           | paní de Winterová  |
| Armie Hammer (dabing Petr Lněnička)           | Maxim de Winter    |
| Kristin Scott Thomas (dabing Ilona Svobodová) | paní Denversová    |
| Keeley Hawes (dabing Jana Mařasová)           | Beatrice Lacyová   |
| Ann Dowd (dabing Zuzana Slavíková)            | paní Van Hooperová |
| Sam Riley (dabing Marek Libert)               | Jack Favell        |
| Tom Goodman-Hill (dabing Petr Gelnar)         | Frank Crawley      |
| Mark Lewis Jones (dabing Pavel Vondra)        | inspektor Welch    |
| John Hollingworth (dabing Václav Rašilov)     | Giles Lacy         |
| Bill Paterson (dabing Pavel Šrom)             | doktor Baker       |
| Ben Crompton (dabing Petr Burian)             | Hebert Duvall      |
| Jane Lapotaire (dabing Radka Malá)            | babička            |
| Ashleigh Reynolds (dabing Jiří Köhler)        | Robert             |

## Vznik filmu
V listopadu 2018 bylo oznámeno, že hlavní role ve filmu, který bude režírovat Ben Wheatley, ztvární Lily James a Armie Hammer. V květnu 2019 se k hlavním hercům přidali Kristin Scott Thomas, Keeley Hawes, Ann Dowd, Sam Riley a Ben Crompton.
Natáčení filmu začalo 3. června 2019, natáčelo se například v Cranborne Manor v Dorsetu nebo v Hartland Quay v Devonu.

## Recenze
Čeští kritici film hodnotili průměrně až nadprůměrně:
- Kristýna Čtvrtlíková, Informuji.cz, 21. října 2020, [5]
- Lenka Vosyková, Červený koberec, 22. října 2020, [6]
- Marek Čech, AV Mania, 14. listopadu 2020, [7]
- Roman Freiberg, Kinobox, 23. listopadu 2020, [8]

Většina z nich však poukazovala na to, že remake nedosahuje kvalit původního Hitchcockova snímku. Martin Šrajer v recenzi pro Aktuálně.cz napsal, že Wheatley našel originální interpretační klíč a film aktualizoval, aby měl co říct i současným divákům. Na druhou stranu však kritizoval herce a vizuální stránku filmu: „herecké výkony jsou nevýrazné nebo křečovité, rytmus vyprávění přerývavý a digitální triky bijí do očí“. Šárka Gmiterková v recenzi pro ČT art napsala, že film působí příliš uhlazeně a jako z červené knihovny: „režisér Wheatley natočil verzi příliš hezkou a líbeznou, postavenou jako oslavu obětavé lásky. Jako by tvůrci příběh nemilosrdně zbavili všech komplexních rysů a přesahů.“